# Pseudophasma acanthonotus

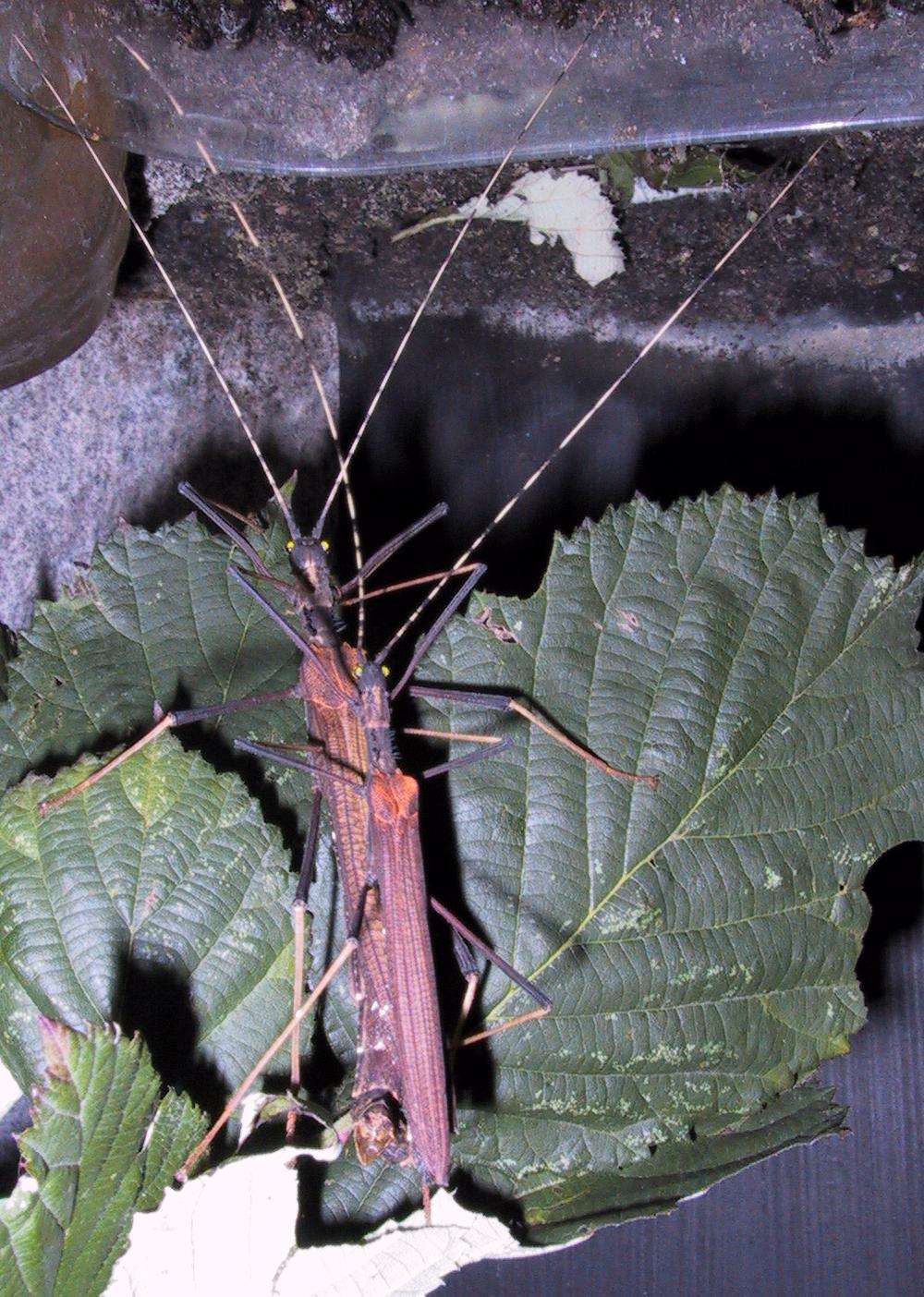
Pseudophasma acanthonotum

Pseudophasma acanthonotus är en insektsart som först beskrevs av Ludwig Redtenbacher 1906.  Pseudophasma acanthonotus ingår i släktet Pseudophasma och familjen Pseudophasmatidae. Inga underarter finns listade i Catalogue of Life.